# Ducado de Huéscar
El ducado de Huéscar es un título nobiliario español que fue creado en 1563 como regalo de bodas del rey Felipe II a la hija de los duques de Benavente, María Josefa Pimentel y Girón,
por su matrimonio con el primogénito de la Casa de Alba y futuro iv duque de Alba de Tormes, Fadrique Álvarez de Toledo y Enríquez de Guzmán. A partir de este momento hasta mediados del siglo XVIII pasó a ser el título que usaban los primogénitos de los duques de Alba.
Con el tiempo el título quedó en desuso hasta que el 6 de noviembre de 1871 el xvi duque de Alba, Carlos María Fitz-James Stuart y Palafox, obtuvo del rey Amadeo I de España su rehabilitación y su asignación al primogénito varón llamado a esa sucesión. Lleva aparejada también la grandeza de España.

## El señorío de Huéscar
El señorío de Huéscar, ubicado al norte de la provincia granadina, fue concedido en 1513 por la reina Juana I de Castilla, apodada "La Loca", a   Fadrique Álvarez de Toledo y Enríquez, ii duque de Alba de Tormes, quien era primo hermano de su padre, el rey Fernando II de Aragón o Fernando el Católico -ya que sus madres eran hermanas-, como  recompensa por los servicios al Reino de Castilla por su participación durante le Guerra de Granada que culminó en 1492 con la Capitulación de Granada por el cual el Reino nazarí de Granada quedó bajo el dominio del Reino de Castilla y que puso fin a la Reconquista.

## El ducado de Huéscar
El iii duque de Alba, Fernando Álvarez de Toledo y Pimentel, llamado el Gran Duque de Alba, contrajo matrimonio en 1527 con su prima María Enríquez de Toledo y Guzmán o María Enríquez Álvarez de Toledo, hija de Diego Enríquez de Guzmán, iii conde de Alba de Liste y de su primera esposa Aldonza Leonor Álvarez de Toledo y Zúñiga. El matrimonio tuvo cuatro hijos, tres varones y una mujer, siendo el primogénito Fadrique Álvarez de Toledo y Enríquez de Guzmán.
El 10 de enero de 1563, Fadrique Álvarez de Toledo contrajo matrimonio por segunda vez con María Josefa Pimentel y Girón, segunda hija mujer de Antonio Alonso Pimentel y Herrera de Velasco, vi conde y iii duque de Benavente y de su esposa María Luisa Girón Enríquez. Como muestra de agradecimiento tanto para los Alba como para los Benavente, el rey Felipe II, creó el Ducado de Huéscar para María Josefa Pimentel y Girón.

## El ducado en la actualidad
El actual duque de Huéscar es Fernando Fitz-James-Stuart y Solís-Beaumont, hijo primogénito de Carlos Fitz-James Stuart y Martínez de Irujo, hijo a su vez de la fallecida Cayetana Fitz-James Stuart, xviii duquesa de Alba de Tormes quien es el xix duque de Alba de Tormes.
Su esposa es la joven empresaria y experta en arte Sofía Palazuelo Barroso. Contrajeron matrimonio religioso el 6 de octubre de 2018 en el Palacio de Liria. Tienen dos hijas: Rosario, nacida el 8 de septiembre de 2020, y Sofía, nacida el 10 de enero de 2023, ambas en Madrid.